# اما لانگ
اما لانگ (انگلیسی: Emma Lung؛ ۱۴ ژانویهٔ ۱۹۸۲) هنرپیشهٔ اهل استرالیا است. وی از سال ۲۰۰۲ میلادی تاکنون مشغول فعالیت بوده است.
از فیلم‌هایی که وی در آن نقش داشته است می‌توان به هلوها و خانه مومی اشاره کرد.